# Ліцей з посиленою військово-фізичною підготовкою
Ліцей з посиленою військово-фізичною підготовкою (ЛПВФП) — середній загальноосвітній навчальний заклад з військово-професійною спрямованістю навчання та виховання і належить до середньої загальноосвітньої школи ІІІ ступеня з поглибленим вивченням програми допризовної підготовки юнаків. Створення, реорганізація або ліквідація ліцею здійснюється в порядку, передбаченому законодавством для середніх загальноосвітніх навчальних закладів, за погодженням з міністерством оборони.

## Завдання
- надання вихованцям ліцею освіти понад обсяг, визначений державним стандартом для повної загальної середньої освіти;
- забезпечення набуття ліцеїстами знань і навичок з військової та фізичної підготовки;
- виховання у ліцеїстів високих моральних якостей, дисциплінованості, любові до військової служби та професії офіцера на основі військово-професійної орієнтації;
- підготовка фізично здорових, вольових осіб, спроможних переносити труднощі військової служби.

## Ліцеї України з посиленою військово-фізичною підготовкою
- Буковинський ліцей-інтернат (Новодністровськ, Чернівецька область)
- Волинський обласний ліцей імені Героїв Небесної Сотні (Луцьк, Волинська область)
- Глухівський ліцей-інтернат (Глухів, Сумська область)
- Державна гімназія-інтернат «Кадетський корпус»
- Державний ліцей-інтернат «Кадетський корпус» імені І. Г. Харитоненка
- Дніпровський ліцей
- Донецький ліцей імені Г. Т. Берегового
- Закарпатський обласний ліцей-інтернат імені Героїв Красного поля
- Запорізький обласний ліцей-інтернат «Захисник»
- Ізмаїльський військово-морський ліцей
- Кам'янець-Подільський ліцей
- Коропецький обласний ліцей-інтернат
- Кременчуцький ліцей
- Криворізький ліцей-інтернат
- Ліцей «Патріот»
- Ліцей «Сокіл»
- Ліцей-інтернат № 23 «Кадетський корпус»
- Луганський обласний ліцей «Кадетський корпус імені героїв Молодої гвардії»
- Львівський ліцей імені Героїв Крут
- Одеський ліцей
- Острозький обласний ліцей-інтернат
- Полтавський ліцей
- Тульчинський ліцей
- Чернігівський ліцей
- Шепетівський ліцей